# Rincón de Nicolás Romero
Rincón de Nicolás Romero es una localidad del estado mexicano de Michoacán. Es parte del municipio de Zitácuaro.

## Toponimia
El nombre de la localidad rinde homenaje a Nicolás Romero, coronel mexicano partícipe de la segunda intervención francesa en México en favor del bando republicano.

## Demografía
| Gráfica de evolución demográfica |
|                                  |

| Censo | Población |
| ----- | --------- |
| 1980  | 618       |
| 1990  | 653       |
| 2000  | 4929      |
| 2010  | 6213      |
| 2020  | 7025      |